# Molignée
El Molignée és un petit riu de Bèlgica que neix a la Província de Namur i desemboca al Mosa al municipi d'Anhée.

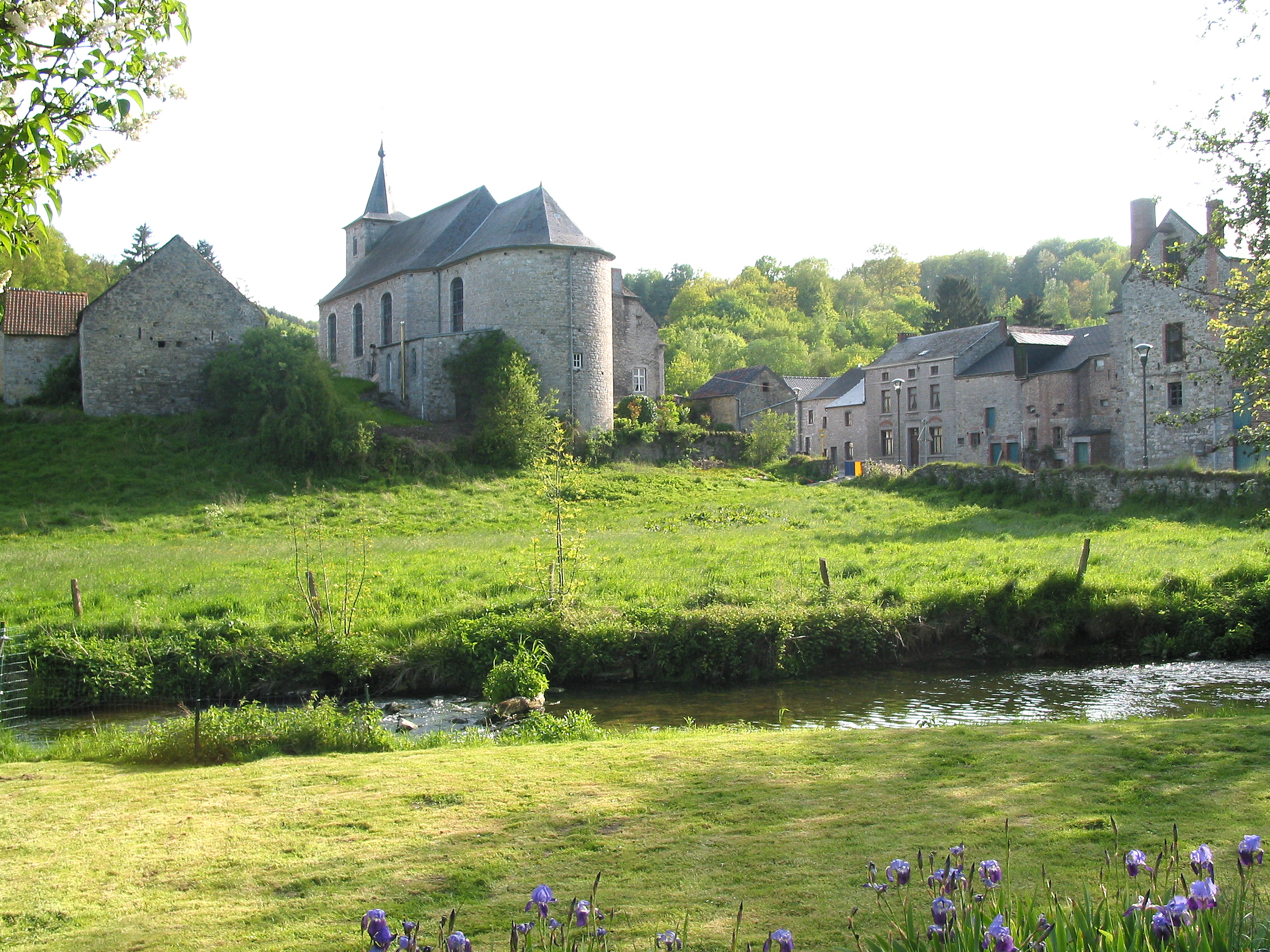
El Molignée davant l'església de Sosoye

La vall de la Molignée és rica de punts d'interès històric i turístic: el castell de Montaigle, el mas fortificat de Falaën, les abadies de Maredsous i de Maredret, el castell d'Ermeton-sur-Biert, … 
El cabal mitjà a Anhée és d'1,6 m³, s'han mesurat extrems de 2,4 m³ als 2001 i d'1,0 m³ a 1997. Un antic ferrocarril que segueix la vall del riu s'ha transformat en sender per dresines a pedal.
Té un afluent major, el Flavion.